# Muhammad Amin
Muhammad Amin (arab. محمد أمين; ur. 29 kwietnia 1980) – saudyjski piłkarz występujący na pozycji pomocnika w Al-Ittihad.